# Thủy thủ Mặt Trăng (anime)
Thủy thủ Mặt Trăng (美少女戦士セーラームーン Bishōjo Senshi Sērā Mūn) là một bộ phim hoạt hình dài tập được chuyển thể từ bộ truyện tranh cùng tên của tác giả Takeuchi Naoko. Phim đã được trình chiếu tại Nhật, Anh, Pháp, Tây Ban Nha, Ý, Đức và nhiều nước khác trên thế giới.
Phim gồm 200 tập, chia làm 5 phần (Sailor Moon, Sailor Moon R, Sailor Moon S, Sailor Moon SuperS và Sailor Moon Stars). Ngoài ra, còn có 3 tập phim (movie) được sản xuất và một tập OVA có tên Ami's First Love - Mối tình đầu của Ami.
Tại Việt Nam, bộ phim dài tập đã được chiếu ở Việt Nam trong Chương trình 3 của Đài Truyền hình Việt Nam (nay là VTV3) từ năm 1994 đến năm 1998 nhưng dừng lại ở phần Sailor Moon S. Nhà xuất bản Văn hóa Thông tin cũng đã chụp lại phim và phát hành dưới dạng truyện tranh vào năm 1997. Sau đó, bộ phim được lồng tiếng Việt và phát sóng trên kênh HTV3 vào giữa năm 2015.

## Sản xuất
- Nguyên tác: Takeuchi Naoko (武内直子)
- Giám đốc sản xuất: Sato Jun'ichi (佐藤順一) → Ikuhira Kunihiko (幾原邦彦) → Igarashi Takuya (五十嵐卓哉)
- Series Configuration: Tomita Hirosuke (富田祐弘) → Enokido Hiroshi (榎戸洋司) → Yamaguchi Ryota (山口亮太)
- Âm nhạc: Arisawa Takanori (有澤孝紀)
- Thiết kế nhân vật: Tadano Kazuko (只野和子) → Itou Ikuko (伊藤郁子) → Tamegai Katsumi (爲我井克美)
- Giám đốc nghệ thuật: Kubota Tadao Taziri Keniti
- Sản xuất: Yuya, Tamotsu Sako → Kenzi Oota, Yada Kouiti
- Nhân viên sản xuất: Higuti Munehisa, Horikawa Kazumasa → Matsuzaka Kazumitsu
- Cố vấn sản xuất: Matsusaka Kazumitsu, Honma Osamu
- Nhà sản xuất: TV Asahi, Toei, Toei Ejienshi

## Nội dung

### Phần một: Sailor Moon Classic (Sailormoon)
(Thời gian phát sóng ở Nhật: 7/3/1992 ~ 27/2/1993)
Nhân vật chính là cô bé tên là Usagi Tsukino (14 tuổi) sống tại Tokyo, Nhật Bản. Cô nổi tiếng là một cô bé hậu đậu, học kém, hay đi học muộn đã thế lại còn rất mít ướt,hay khóc nhè. Trong một lần vội vã đến trường, cô đã cứu một con mèo hoang bị bọn trẻ xấu tính chọc phá. Thấy trên trán chú mèo có băng keo dính, cô tò mò gỡ ra và phát hiện đó là một vết sẹo hình trăng lưỡi liềm. Tuy không lạ nhưng cô cũng đành phải tức tốc đến trường, quên bẵng chú mèo kia. Nhưng cô không ngờ đó là một cuộc gặp gỡ định mệnh, một bước ngoặt lớn của cuộc đời mình.
Tối hôm đó, chú mèo đã tới tìm cô và nói với cô rằng nó tên là Luna và đang trên đường tìm kiếm những chiến binh cứu lấy Trái Đất và Mặt Trăng. Qua lời kể của Luna, Usagi mới biết được rằng thế giới không an bình như bên ngoài của nó, còn có những thế lực ma quái từ Bắc Cực chuyên đi cướp lấy năng lượng con người để làm hồi sinh vị chú tể của vương quốc Bóng Tối mà đứng đầu là nữ hoàng Bóng tối Beryl. Luna đã ban phép cho cô trở thành Thủy thủ Mặt Trăng với vũ khí là vương miện Mặt Trăng gắn trên trán. Và từ đó cô có sứ mệnh đi tiêu diệt kẻ ác nhân danh Mặt Trăng. Sát cánh bên cô còn có vị cứu tinh bí hiểm là Tuxedo Mặt Nạ, những người bạn là Thủy thủ Sao Thủy (Sailor Mercury), Thủy thủ Sao Hoả (Sailor Mars), Thủy thủ Sao Mộc (Sailor Jupiter) và Thủy thủ Sao Kim (Sailor Venus).
Qua nhiều cuộc chiến đấu Usagi mới khám phá ra được rằng kiếp trước cô là Công chúa Mặt Trăng Serenity, và vị cứu tinh Tuxedo là Hoàng tử Trái Đất Endymion, những Thủy thủ còn lại đều là những chiến binh bảo vệ cung điện hoàng gia. Hai người kiếp trước là cặp tình nhân của thiên niên kỉ Bạc, là mối dây liên kết giữa Vương Quốc Mặt Trăng và Trái Đất. Nhưng họ không hề biết rằng có một người con gái khác cũng đem lòng yêu hoàng tử, tên là Beryl. Thấy người mình yêu lúc nào cũng đi với người khác thì thật không gì đau khổ cho bằng. Và trong một dịp tình cờ lạc chân vào Bắc Cực, cô đã lỡ tay giải thoát cho một thế lực đen đã từ lâu bị kiềm hãm ở đó. Thế lực này đã ban cho cô ấy một năng lượng bóng tối. Do lòng ghen tuông mù quáng, cô kéo quân lên Mặt Trăng hòng san bằng vương quốc. Âm mưu đã gần như thành công nếu như Nữ hoàng Mặt Trăng Serenity không thông minh đi trước một bước. Bà đã kích hoạt năng lượng Pha Lê Ảo Ảnh đánh tan thế lực bóng tối. Nhưng mặc dù vậy, vương quốc Mặt Trăng cũng đã trở nên hoang tàn, bà biết rằng thế lực bóng tối chưa chết hẳn và sẽ quay lại báo thù vào một ngày nào đó. Cho nên bà đã dùng toàn bộ sức lực còn lại của mình giấu pha lê ảo ảnh vào người của con gái mình - công chúa Mặt Trăng (tức Usagi ngày nay) và gửi cô cùng với những người thân cận như hai chú mèo Luna, Artemis, 4 chiến binh Thủy thủ, hoàng tử Endimion xuống Trái Đất đầu thai. Bà hi vọng một ngày nào đó họ sẽ thức tỉnh trở lại để cứu lấy Mặt Trăng và Trái Đất.
Quay trở lại hiện tại, vào lúc này nữ hoàng Beryl đã bắt cóc hoàng tử Endymion và dùng bùa phép của mình mê hoặc chàng, dùng chàng làm tay sai cho mình. Do vậy Usagi rất đau lòng khi thấy người yêu của mình khi xưa đã đi theo con đường xấu. Cô và các đồng đội đã quyết định lên Bắc cực xông vào vương quốc bóng tối để cứu Endymion khỏi tay Beryl. Khi đã làm thức tỉnh Endymion thì chúa tể bóng tối cũng đã lấy lại được năng lượng của hắn. Hắn đã nhập vào thể xác của Beryl và mạnh mẽ hơn bao giờ hết. Không còn cách nào khác, Thủy thủ Mặt Trăng đã đem Pha lê Ảo ảnh, vũ khí tối thượng của mình ra và chiến đấu một cách quyết liệt. Cuối cùng nhờ sức mạnh của tình yêu và tình bạn, Thủy thủ Mặt Trăng đã đánh tan thế lực bóng tối.

### Phần hai: Sailor Moon R (Sailormoon Romance)
(Thời gian phát sóng ở Nhật: 6/3/1993 ~ 12/3/1994)
Phần hai mở đầu bằng việc cuộc sống trên Trái Đất đã quay trở lại bình thường. Các nhân vật chính mất hết ký ức về nhau cũng như về cuộc chiến trước đây. Luna và Artemis nghĩ rằng Trái Đất đã yên bình trở lại nên không muốn thức tỉnh ký ức của họ, để họ có thể được sống vui vẻ sau những gì đã phải trải qua. Nhưng mọi việc không được đơn giản như vậy, có hai kẻ lạ mặt đã xâm nhập vào Trái Đất là Eiru và An làm hại con người. Không còn các nào khác Luna đành đánh thức trí nhớ cũng như sức mạnh của các Thủy thủ. Trong các cuộc chiến với Eiru và An, bên cạnh các thủy thủ cũng xuất hiện một vị cứu tinh bí hiểm mặc đồ trắng tự xưng là Kị sĩ Ánh trăng (Moonlight Knight). Thật ra đó chính là Mamoru. Anh cũng bị mất trí nhớ nhưng trong các giấc mơ luôn có một người con gái bí ẩn mà anh phải bảo vệ. Bất cứ khi nào Usagi gặp nguy hiểm là tiềm thức lại thôi thúc Mamoru xuất hiện. Cuối cùng khi sự thật về Eiru và Ann sáng tỏ và Thủy thủ Mặt Trăng đã thanh tẩy sức mạnh hắc ám của họ, Eiru và An rời khỏi Trái Đất.
Sau đó, trong một buổi hẹn hò của Mamoru và Usagi, xuất hiện một cô bé tóc hồng từ trên trời rơi xuống, khăng khăng nhận mình tên là Usagi và đòi Thủy thủ Mặt Trăng giao Pha lê Ảo ảnh. Khi Usagi về đến nhà thì phát hiện ra cô bé đang ở nhà mình và bố mẹ cô xác nhận đó là em họ cô - Chibi Usa. Từ lúc Chibiusa xuất hiện, rất nhiều rắc rối mới xuất hiện cùng với một thế lực hắc ám bí ẩn đang truy đuổi cô bé buộc các chiến binh thủy thủ một lần nữa phải chiến đấu bảo vệ Trái Đất. Tình bạn, tình thương yêu dần dần hình thành giữa các thủy thủ và Chibi-usa, đặc biệt là giữa Usagi, Mamoru và cô bé.
Sau nhiều cuộc chiến đấu, các thủy thủ khám phá ra Chibi-usa là con gái của Usagi và Mamoru trong tương lai. Tại Thiên niên kỉ Bạc, thế giới Mặt Trăng và Trái Đất đang rất bình yên thì xuất hiện kẻ thù đến từ Gia tộc Hắc Nguyệt do Hoàng tử Demando cầm đầu. Usagi - bấy giờ đã là nữ hoàng Serenity dùng sức mạnh của Pha lê Ảo ảnh bảo vệ Mặt Trăng và Trái Đất nên chúng không thể làm gì được. Quân sư của Hắc Nguyệt, wiseman, đã nghĩ cách lợi dụng Chibi-usa làm mất đi sức mạnh đó rồi bất ngờ tấn công vương quốc Mặt Trăng. Nữ hoàng và các thủy thủ khác bị đóng băng trong lúc sử dụng hết sức mạnh của mình để bảo vệ lâu đài không rơi vào tay kẻ thù. Chibi-usa quay về quá khứ tìm kiếm Pha lê Ảo ảnh và cầu cứu các chiến binh huyền thoại mà cô bé vẫn thường nghe cha mẹ kể.
Quay trở lại hiện tại, wiseman một lần nữa lợi dụng Chibi-usa, biến cô bé trở thành Black Lady phục vụ cho chúng vì các thủy thủ chắc chắn sẽ không tấn công cô bé. Cuối cùng, tình cảm của các thủy thủ, đặc biệt là của Usagi đã thức tỉnh Chibiusa. Wiseman cũng lộ rõ bộ mặt xảo trá, lợi dụng Mặt Trăng đen và Demando để tiêu diệt Mặt Trăng và Trái Đất. Với sự giúp đỡ của các bạn Mặt Trăng đen từng đối đầu trước kia, nhóm chiến binh đánh bại hắn, trả lại sự yên bình vốn có và hồi sinh lại vương quốc Mặt Trăng. Kết thúc phần hai, Chibi-usa chia tay các thủy thủ, trở về tương lai, trong vòng tay bố mẹ mình.

### Phần ba: Sailor Moon S (Sailormoon Super)
(Thời gian phát sóng ở Nhật: 19/3/1994 ~ 25/2/1995)
Ở phần này có thêm 2 thủy thủ mới Thủy Thủ Sao Thiên Vương (Sailor Uranus) và Thủy Thủ Sao Hải Vương (Sailor Neptune). Và như các bạn đã biết ở Sailor Moon R đã xuất hiện Thủy Thủ Sao Diêm Vương (Sailor Pluto). Ba thủy thủ này không giống như các chiến binh thủy thủ bảo vệ Thủy thủ Mặt Trăng, họ có nhiệm vụ đi tìm ba báu vật trong các trái tim tinh khiết của mọi người (Pure Heart) mà hai thủy thủ mới không ngờ rằng hai báu vật này lại chính là trái tim tinh khiết của họ) đó là Gươm thần vũ trụ của Thủy thủ Sao Thiên Vương, Gương thần biển sâu của Thủy thủ Sao Hải Vương. Và báu vật thứ ba là Trượng Hồng Ngọc của Thủy thủ Sao Diêm Vương. Khi mà đã tập hợp được ba báu vật này, chúng sẽ tạo ra Chén Thánh trong truyền thuyết của Đấng Cứu Thế, mà người đó là Siêu Thủy thủ Mặt Trăng (Super Sailor Moon). Những việc làm ở trên chỉ để chống lại sự thức tỉnh của Thủy Thủ Sao Thổ (Sailor Saturn), chiến binh của sự trầm lặng/hủy diệt mà chiến binh này đã bị Công nương 9 của bọn Ngôi sao tử thần chiếm đoạt thân xác. Nhưng rồi một ngày Công nương 9 đã cướp mất trái tim tinh khiết của Thủy Thủ Mặt Trăng Chibi (Sailor Chibi Moon), con của Sailor Moon và Tuxedo Mặt nạ ở Tokyo Pha Lê thế kỷ 30. Tiếp đó ả đã phá hủy Chén Thánh Truyền Thuyết mà Sailor Moon đưa cho ả và ả đã gọi ngôi sao tử thần (tinh tú Laur) xuống để tiêu diệt Trái Đất nhưng rồi linh hồn của Chibi-usa và Sailor Saturn đã xé tan thân xác của ả. Tinh tú Laur xuống đến mặt đất và phản ứng năng lượng rất mạnh. Thủy thủ Sao Thổ đã đưa Pure Heart trở về thân xác của Chibi-usa. Sau đó Sao Thổ đi hủy diệt tinh tú Laur. Không nỡ nhìn thấy Sao Thổ đi vào chỗ chết, Thủy Thủ Mặt Trăng đã khóc lóc van xin sức mạnh Pha lê Trái Tim của cô giúp có thể biến hình siêu đẳng, nhưng vì Chén Thánh đã bị phá vỡ nên vô hiệu. Sau đó nhờ sức lực cuối cùng của đồng đội truyền cho cô, cô đã biến thành Siêu Thủy Mặt Trăng và cô đã xông vào tinh tú Laur để tiêu diệt và cứu Sao Thổ ra. Nhưng Sao Thổ đã hồi sinh trong hình dạng một đứa bé. Sao Thiên Vương, Sao Hải Vương đã nhận nuôi đứa bé này để khi cô bé lớn lên,sức mạnh Sao Thổ có thể thức tỉnh lại sau đó. Thiên Vương và Hải Vương đã tấn công Thủy thủ Mặt Trăng để xem quyền lực của Công chúa Mặt Trăng bởi Pha lê ảo ảnh như thế nào.

### Phần bốn: Sailor Moon SuperS (Sailormoon SuperS)
(Thời gian phát sóng ở Nhật: 4/3/1995 ~ 2/3/1996)
Cuộc chiến với nữ hoàng Nehellenia, các chiến binh thủy thủ phải có nhiệm vụ bảo vệ Chibiusa, cô bé có chiếc gương vàng nơi ẩn náu của Thần Mã Pegasus. Cũng trong phần này các chiến binh thủy nhận được sức mạnh từ Pegasus trở thành Siêu Thủy Thủ Sao Thủy, Siêu Thủy Thủ Sao Hỏa, Siêu Thủy Thủ Sao Mộc và Siêu Thủy Thủ Sao Kim. Cuối cùng nhờ sức mạnh tình yêu và tình bạn, sự kết hợp của tất cả những giấc mơ đẹp trên thế giới, Siêu Thủy Thủ Mặt Trăng và Siêu Thủy Thủ Mặt Trăng Chibi đánh thức được sức mạnh của Pha Lê Vàng và đánh bại được Nehellenia. Sắc đẹp của bà ta đã bị ánh sáng của Pha Lê Vàng hủy hoại, nhưng không may bà ta đã cướp được Chibi-usa và ném cô bé xuống vực thẳm. Vì tình yêu và niềm yêu thương của mình đối với Chibi-usa, Siêu Thủy Thủ Mặt Trăng đã hi sinh thân mình để cứu cô bé - và ngay lúc này phép màu 1 lần nữa lại xuất hiện: họ được Pegasus - Helios cứu. Nehellenia lại trở về với cuộc sống cô đơn lạnh lẽo và độc địa của bà ta trong chiếc gương bóng tối của những giấc mơ.

### Phần năm: Sailor Moon Stars (Sailormoon Stars)
(Thời gian phát sóng ở Nhật: 9/3/1996 ~ 8/2/1997)
Nehellenia được giải thoát khỏi chiếc gương bóng tối của những giấc mơ nhờ sức mạnh của Thủy Thủ Galaxia. Âm mưu của Galaxia là đánh thức Thủy Thủ Sao Thổ. Một miếng gương vàng đã vỡ, chiếc gương thù hận của Nehellenia đã rơi vào mắt Mamoru và anh bị bà ta điều khiển. Cùng lúc, Thủy thủ Sao Thổ, Diêm Vương, Hải Vương, Thiên Vương trở lại. Sức mạnh của các thủy thủ đã biến Thủy Thủ Mặt Trăng trở thành Thủy Thủ Mặt Trăng Vĩnh Cửu. Khi biết Mamoru bị bắt, Thủy Thủ Mặt Trăng Vĩnh Cửu đã đi cứu anh ấy. Các chiến binh thủy thủ theo sau bảo vệ nhưng đã rơi vào cơn ác mộng của Nehellenia. Khi tất cả các thủy thủ đều bị nhốt vào gương, Chibi-usa biến mất. Usagi đến, bị đày đọa do lòng thù hận của Nehellenia. Phép màu xảy ra: lời nguyền của Nehellenia bị hóa giải. Nhờ vào sức mạnh của các thủy thủ, Thủy Thủ Mặt Trăng Vĩnh Cửu tái sinh cho Nehellenia. Cơn ác mộng chấm dứt.
Trong lúc Mamoru lên máy bay đi du học, Galaxia bắt đầu tấn công Trái Đất bằng việc tấn công. Các thủy thủ: Thiết Thử, Lữ Điểu, Duyên Nha, Tích Miêu đã bị Galaxia cướp Tinh Chủng - Ánh quang hay Ánh Sao - từ trước, bị điều khiển cướp đi Tinh Chủng của những người khác. Các chiến binh thủy thủ phải bảo vệ các Tinh Chủng màu đen bị biến thành Phage - loại thủy thủ mới. Các thủy thủ khác nữa là: Thủy Thủ Tinh Tú Chiến Đấu (Sailor Star Fighter), Thủy Thủ Tinh Tú Cứu Rỗi (Sailor Star Healer), Thủy Thủ Tinh Tú Kiến Tạo (Sailor Star Maker) có các sức mạnh lần lượt là Tinh Chớp Vũ Trụ, Lốc Xoáy Thiên Tinh, Ngôi Sao Địa Ngục - những Tinh Tú muốn tìm kiếm Công Chúa Hương Hoa. Sau khi làm yếu Phage, Thủy Thủ Mặt Trăng Vĩnh Cửu đã dùng Nụ Hôn Vần Tinh Nguyệt Diệu Êm và Nụ Hôn Pha Lê Mặt Trăng Bạc để khôi phục Tinh Chủng màu đen. Trong phần này cũng xuất hiện Chibi Chibi 2 tuổi, em gái của Usagi, sau này là Tinh Chủng của Galaxia. Công chúa Hương Hoa xuất hiện, cô bị Galaxia giết để cướp Tinh Chủng. Các Tinh Thủ và Thủy Thủ mong tiêu diệt Galaxia cứu Trái Đất. Mở đầu cuộc chiến gay go là các Thủy Thủ Sao Hỏa, Thủy Thủ Sao Thủy, Thủy Thủ Sao Kim, Thủy Thủ Sao Mộc bị cướp Tinh Chủng khi bảo vệ các Tinh Tú. Sau đó, Thủy Thủ Sao Thiên Vương và Thủy Thủ Sao Hải Vương bị cướp Tinh Chủng, rồi bị Galaxia điều khiển đi cướp Tinh chủng của Thủy Thủ Sao Diêm Vương và Thủy Thủ Sao Thổ chết. Khi Ánh Sáng Hi Vọng thức tỉnh, Thủy Thủ Mặt Trăng Vĩnh Cửu đã dùng Tinh Chủng của mình để chiếu sáng Ngân Hà, thức tỉnh tia hi vọng cuối của Galaxia. Hòa bình trở lại. Các Thủy Thủ Tinh Tú trở về hành tinh của mình.

## Lồng tiếng
(Ghi chú: Tên nhân vật và diễn viên lồng tiếng được hiển thị Họ-trước, Tên-sau)

### Chiến binh Thủy thủ
- Tsukino Usagi 月野うさぎ / Thủy thủ Mặt Trăng: Kotono Mitsuishi 三石琴乃 Araki Kae 荒木香恵 (tập 44 - tập 50)
- Mizuno Ami 水野亜美 / Thủy thủ Sao Thủy: Hisakawa Aya 久川綾
- Hino Rei 火野レイ / Thủy thủ Sao Hỏa: Tomizawa Michie 富沢美智恵
- Kino Makoto 木野まこと / Thủy thủ Sao Mộc: Shinohara Emi 篠原恵美
- Aino Minako 愛野美奈子 / Thủy thủ Sao Kim: Fukami Rika 深見梨加
- Chiba Mamoru 地場衛 / Tuxedo Mặt nạ: Furuya Toru 古谷徹
- Luna ルナ: Han Keiko 潘恵子
- Artemis アルテミス: Takato Yasuhiro 高戸靖広
- Chibi-usa ちびうさ / Thủy thủ Chibi Moon: Araki Kae 荒木香恵 (xuất hiện từ phần R)
- Meioh Setsuna 冥王せつな / Thủy thủ Sao Diêm Vương: Kawashima Chiyoko 川島千代子 (xuất hiện từ phần R)
- Kaioh Michiru 海王みちる/ Thủy thủ Sao Hải Vương: Katsuki Masako 勝生真沙子 (xuất hiện từ phần S)
- Ten'oh Haruka 天王はるか / Thủy thủ Sao Thiên Vương: Ogata Megumi 緒方恵美 xuất hiện từ phần S)
- Tomoe Hotaru 土萠ほたる / Thủy thủ Sao Thổ: Minaguchi Yuko 皆口裕子 (xuất hiện từ phần S)
- Diana ダイアナ: Nishihara Kumiko 西原久美子 (xuất hiện từ phần SuperS)
- Seiya Kou 星野光 / Sailor Star-fighter: Niiyama Shiho 新山志保 (xuất hiện từ phần Stars)
- Taiki Kou 大気光 / Sailor Star-maker: Tsunoda Narumi 津野田なるみ (xuất hiện từ phần Stars)
- Yaten Kou 夜天光 / Sailor Star-healer: Sakamoto Chika 坂本千夏 (xuất hiện từ phần Stars)
- Công chúa Kakyuu (Hỏa Cầu Tinh Nữ) 火球皇女: Tamagawa Sakiko 玉川紗己子 (xuất hiện từ phần Stars)
- Chibi-Chibi ちびちび: Mitsuishi Kotono 三石琴乃 (xuất hiện từ phần Stars)

### Kẻ Thù Bóng Tối
- Nữ hoàng Metalia: Uemura Noriko
- Nữ hoàng Beryl: Keiko Han
- Jadeite: Nosaka Masaya
- Nephrite: Itaru Tsuto
- Kunzite: Yasushi Kazu Sogabe
- Eiru: Light Midorikawa
- Ann: Yumi Touma
- Wiseman (Nhà thông thái): Maruyama
- Hoàng Tử Demando: Shiozawa Kaneto
- Rubeus: Takagi Wataru
- The Blue Saphir: Tsutomu Kashiwakura
- Esumerodo of Midori: Mami Koyama
- Storm (Tornado) The Petz: Ogata Megumi
- Medium (medium) Calaveras: Hiramatsu Akiko
- Pendulum (pendulum) Berthier: Amano Yuri
- Koan: Kana Kazu Yamazaki
- Mistress 9: Minaguchi Yuko
- Giáo sư Tomoe So'ichi (土萠創一): Kamiya Akira (神谷明)
- Kaolinite (カオリナイト): Uemura Noriko (上村典子)
- Yugial (ユージアル): Kawamura Maria (川村万梨阿)
- Mimet (ミメット): Kanai Mika (かないみか)
- Tellu (テルル): Honda Chieko (本多知恵子)
- Viryui (ビリユイ): Takamori Yoshino (鷹森淑乃)
- Siplin (シプリン): Fuchizaki Yukiko (渕崎ゆり子)
- Puchirol (プチロル): Kasahara Rumi (笠原留美)
- Nehellennia: Sakakibara Yoshiko
- Nehellennia (Girls): Kana Kazu Yamasaki
- Zirconia: Naoko Kyōda
- Mắt Hổ Tiger's-Eye (タイガーズ・アイ): Okiayu Ryotaro (置鮎龍太郎)
- Mắt Ưng Hawk's-Eye(ホークス・アイ): Furukawa Toshio (古川登志夫)
- Mắt Cá Fish's-Eyes (フィッシュ・アイ): Ishida Akira (石田彰)
- Seresere: Amano Yuri
- Jun Jun: Watanabe Kumiko
- Flip: Toyoshima Machiko
- Besubesu: Mori Hagi
- Galaxia (ギャラクシア): Horie Mitsuko (堀江美都子)
- Sailor Iron Mouse (セーラーアイアンマウス): Hara Eriko (原えりこ)
- Sailor Aluminum Siren (セーラーアルーミナムセイレーン): Inoue Kikuko (井上喜久子)
- Sailor Lead Crow (セーラーレッドクロウ): Chiharu Suzuka (鈴鹿千春)
- Sailor Tin Nyanko (セーラーティンにゃんこ): Ootani Ikue (大谷育江)

### Khác
- Queen Serenity (クイーン・セレニティ): Doi Mika (土井美加)
- Ikuko Tsukino/ mẹ của Usagi: Sanae Takagi
- Kenji Tsukino/ cha của Usagi: Yuji Machi
- Shingo Tsukino/ em trai Usagi: Chiyoko Kawashima
- Naru Osaka/ bạn thân của Usagi: Shino Kakinuma
- Mayumi Osaka/ mẹ của Naru: Michiko Abe
- Gurio Umino: Keiichi Nanba
- Haruna Sakurada/ cô chủ nhiệm lớp Usagi: Chiyoko Kawashima
- Yumiko: Chieko Nanba, Mayumi Seto
- Kuri: Masami Kamiyama, Etsuko Nishimoto
- Motoki Furuhata/ nhân viên quán game: Hiroyuki Satō
- Unazuki Furuhata/ em gái Motoki: Miyako Endou, Eriko Hara
- Reika Nishimura/ bạn gái Motoki: Rika Fukami
- Helios/Pegasus: Taiki Matsuno

## Nhạc phim

### Nhạc mở đầu
- ムーンライト伝説 - Moonlight Densetsu (Tạm dịch: Huyền thoại ánh trăng) (tập 1 - 166)

- Viết lời: Oda Kanako (小田佳奈子)
- Tác khúc: Komoro Tetsuya (小諸鉄也) (sau nhạc sĩ đổi tên thành Yoshie Kazuo 吉江一男)
- Biên khúc: Itada Daisuke (池田大介) (từ tập 1 đến 89)
- Biên khúc: Hayashi Yuzo (林有三) (từ tập 90 đến 166)
- Trình bày: DALI (tập 1 - 89: Sailormoon và Sailormoon R)
- Trình bày: Moon Lips (Tập 90 - 166: Sailormoon S và Sailormoon SuperS)
- Moonlight Densetsu cũng xuất hiện cuối tập 200 (Moon Lips)

- セーラースターソング - Sailor Star Song (tập 167 - 200)

- Lời: Takeuchi Naoko (武内直子)
- Tác khúc: 荒木将器 (Araki Shoki)
- Biên khúc: HΛL
- Trình bày: Hanazawa Kae 花沢加絵

### Nhạc kết thúc
- HEART MOVING （tập 1 - 26）(Sailormoon)

- Lời: Tsushima Yoshiaki (津島義昭)
- Nhạc & Biên khúc: Sato Kazuo (佐藤和郎)
- Trình bày: Takamatsu Misae (高松美砂絵)

- Moon Princess (プリンセス・ムーン) (tập 27 - 46) (Sailormoon)

- Lời: Takeuchi Naoko (武内直子)
- Nhạc & biên khúc: Sato Kazuo Sato (さとうかずお)
- Trình bày: Hashimoto Ushio (橋本潮) / Apple Pie (アップルパイ)

- Otome no Policy (乙女のポリシー) (tập 47 - 91) (Sailormoon R và 2 tập đầu của S)

- Lời: Serizawa Rui (芹沢類)
- Nhạc: Nagai Makoto (永井誠) (sau đổi tên thành Nagai Rui 永井ルイ)
- Biên khúc: Kyoda Sei'ichi (京田誠一)
- Trình bày: Ishida Yoko (石田よう子)

- Tuxedo Mirage (タキシード・ミラージュ) (tập 92 - 127)

- Viết lời: Takeuchi Naoko (武内直子)
- Phổ nhạc: Kosaka Akiko (小坂明子)
- Biên khúc: Hayashi Yuzo (林有三)
- Trình bày: Peach Hips (gồm Mitsuishi Kotono, Tomizawa Michie, Hisakawa Aya, Shinohara Emi, Fukami Rika) (là 5 diễn viên lồng tiếng của 5 thủy thủ gần vành đai mặt trời)

- Watashi-tachi ni Naritakute (私たちになりたくて) (tập 128 - 140)

- Viết lời: Akimoto Yasushi (秋元康)
- Phổ nhạc: Inoue Nomi (井上望)
- Biên khúc: Iwasaki Yasunori (岩崎文紀)
- Trình bày: Fujitani Miwako (藤谷美和子)

- “Rashiku” Ikimasho (“らしく”いきましょ) (tập 141 - 166)

- Viết lời: Takeuchi Naoko (武内直子)
- Phổ nhạc: 水野雅夫
- Biên khúc: Hayashi Yuzo (林有三)
- Trình bày: Meu (nghệ danh khác của Kajitani Miyuki (梶谷美由紀))

- Kaze mo Sora mo Kitto... (風も空もきっと…) (tập 99 - 199)

- Viết lời & phổ nhạc: Ueda Chika (上田知華)
- Biên khúc: Konishi Takao (小西貴雄) (tập 167 ~ 172)
- Biên khúc: Otsuko Hiroyuki (大槻啓之) (tập 173 ~ 199)
- Trình bày: Mizuki Arisa (観月ありさ)

- ムーンライト伝説 - Moonlight Densetsu (tập 200)

- Viết lời: Oda Kanako (小田佳奈子)
- Tác khúc: Komoro Tetsuya (小諸鉄也) (sau nhạc sĩ đổi tên thành Yoshie Kazuo 吉江一男)
- Biên khúc: Hayashi Yuzo (林有三)
- Trình bày: Moon Lips

### Thông tin khác
Moonlight Densetsu được phát hành CD vào tháng ba, năm 1992, và đứng đầu trong danh sách Animage của Anime Grand Prix..